# Cassephyra formosa
Cassephyra formosa är en fjärilsart som beskrevs av Debauche 1941. Cassephyra formosa ingår i släktet Cassephyra och familjen mätare. Inga underarter finns listade i Catalogue of Life.